# Орхусский университет
О́рхусский университе́т (дат. Aarhus Universitet) — один из крупнейших университетов в Дании. Основан в 1928 году.
Орхусский университет входит в топ-100 лучших университетов мира по большинству престижных рейтингов.
В разное время в университете преподавали будущие нобелевские лауреаты Йенс Скоу (Нобелевская премия по химии, 1997) и Дэйл Мортенсен (Премия по экономике памяти Альфреда Нобеля, 2010).

## История

### Основание университета. Первые годы
Датой основания университета принято считать 11 сентября 1928 года, когда в Орхусе были открыты «университетские курсы в Ютландии» (дат. "Universitetsundervisningen i Jylland"). Бюджет проекта на первый год составил 33 тыс. датских крон; численность студентов на протяжении первого семестра возросла с 64 до 78 человек. На начальном этапе работы из пяти преподавателей четверо читали курсы датского и иностранных языков (пятый был профессором философии).
До 1940-х строительство университета велось целиком за счёт частных пожертвований. Впрочем, большую часть административных расходов ещё с начала 1930-х взяло на себя государство.
Само название «Орхусский университет» вошло в обиход не ранее 1933 года.  

### Факультеты
Первые дисциплины, преподаваемые на «университетских курсах», были гуманитарными. В 1933-35 годах был основан медицинский факультет. В 1992 году, после объединения с зубоврачебной школой, он стал называться «Факультетом медицинских наук».
Факультет теологии был открыт в 1942 году, хотя предметные классы появились ещё в начале 1930-х.
В 1954 году был создан факультет естественных наук, после чего к нему присоединили отделения физики и химии, ранее входившие в состав медицинского факультета.
Факультет экономики и права, основанный ещё в 1936 году, с появлением курсов психологии и политических наук (в 1959 и 1968 годах, соответственно), был преобразован в факультет общественных наук.

## Известные преподаватели
- Бьорн Ломборг, экономист, эколог
- Дэйл Мортенсен, экономист
- Йенс Скоу, химик

## Известные выпускники
- Йенс-Петер Бонд, депутат Европарламента
- Бодиль Йоргенсен, актриса
- Бьорн Ломборг
- Королева Дании Маргрете II
- Андерс Фог Расмуссен, политик
- Бьёрн Страуструп, программист
- Кронпринц Фредерик
- Насер Хадер, политик
- Ильсе Санд — психотерапевт и автор
- Боардур оа Стайг Нильсен, премьер-министр Фарерских островов (2019–2022)
- Александр Шендерюк-Жидков,  российский политический деятель, сенатор.